# Die Rebellion der lebenden Leichen
Die Rebellion der lebenden Leichen (Original: La rebelión de las muertas) ist ein spanischer Horrorfilm aus dem Jahr 1973. Regie führte León Klimovsky, das Drehbuch stammt von Hauptdarsteller Paul Naschy, der es unter seinem bürgerlichen Namen Jacinto Molina verfasste. Der deutsche Kinostart erfolgte am 22. Februar 1975. Später kamen auch die alternativen Titel Blutrausch der Zombies und Die Beschwörung des Teufels zum Einsatz.

## Handlung
Ein maskierter, indischer Voodoo-Meister mit entstelltem Gesicht, das er drei kolonialen britischen Familien verdankt, nimmt an deren Nachkommen Rache, indem er Frauenleichen als Zombies zum Leben erweckt und sie mit Magie zu willenlosen Kreaturen werden lässt, die er auf Mordzüge schickt.
Die junge rothaarige Engländerin Elvira Irving leidet unter schrecklichen Alpträumen, die sie sich anfangs nicht erklären kann. Sie vermutet jedoch, dass sie etwas mit Indien zu tun haben, wo sie einst mit ihrer Familie lebte und sucht daher Hilfe bei dem sympathischen Guru Krishna in London. Nach einer Séance, die sie gemeinsam mit ihrem Freund, dem Psychologen Lawrence besucht, trifft sie in ihrem Anwesen auf jene wiederbelebte und mordlüsterne Untote, die ihr Angst machen. Als auch noch Bekannte und Verwandte eines unnatürlichen Todes sterben, flüchtet sie – gegen den Willen ihres Freundes – zu ihrem spirituellen Lehrer, der sich derweil auf seinem abgelegenen Landsitz Llangwell befindet. Krishna verspricht ihr und anderen Gläubigern in Meditationskursen Seelenheil und inneren Frieden.
Die mysteriöse Mordserie in Elviras Bekanntenkreis reißt jedoch nicht ab und die völlig im Dunkeln tappende Ermittler von Scotland Yard erbitten die Hilfe von Lawrence, der folgerichtig geheime Voodoo-Rituale vermutet, was ihm jedoch die Polizei zunächst nicht glaubt. Kurzerhand reist er allein zum Anwesen des Gurus.
Währenddessen vertraut sich Elvira in ihrer Therapie bedingungslos ihrem Mentor an, und es entwickelt sich allmählich eine Liebesbeziehung; sehr zum Leidwesen von Kala, Krishnas Assistentin, die sich mit dem entstellten, totgeglaubten älteren Bruder des „Erlösers“, Kantaka, verbündet. Dieser entpuppt sich als rächender Mörder, der sich im weiteren Handlungsverlauf seiner wenigen Helfershelfer entledigt, darunter auch Kalas, um eigennützig Unsterblichkeit zu erlangen. Gleichzeitig soll die Menschheit für seine erlittenen Qualen bestraft werden, die ihm für die Vergewaltigung einer jungen Britin, Elizabeth Irving, einst in seinem Heimatland von aufgebrachten Familienmitgliedern des Mädchens zuteilwurden. Schwer verletzt überlebte Kantaka vor 20 Jahren einen Mordanschlag, der sein Gesicht entstellte. Seitdem sinnt er auf Rache an den Angehörigen.
Als Voodoo-Meister mit Hang zu Okkultismus genießt Katanka derart große Macht, dass er seinen jüngeren Bruder Krishna nach Belieben lenkt, ohne dass sich dieser wehren kann. Er befiehlt ihm sogar den Mord an Kala. Am Ende des Films kommt es während einer schwarzen Messe zu einem Showdown. Guru Krishna verstirbt durch die Hand der weiblichen Untoten, die ihrerseits wenig später mit dem gewaltsamen Tod Kantakas – er stirbt durch eine unvorgesehen auftretende Voodoogefährtin – plötzlich verschwinden. Kurz danach wird die Bewahrerin des Voodoo-Kults ihrerseits von anrückenden Scotland-Yard-Ermittlern in Notwehr getötet. Lawrence nimmt die überlebende und verstörte Elvira in die Arme und fährt mit ihr und einer Polizeieinheit vom Anwesen.

## Kritiken
„Schriller spanischer Horrorfilm mit greulichen Effekten, schlechten Darstellern und einigen Sex-Einlagen, wie sie im Kino der frühen 70er Jahre Mode waren.“

„Ein von Leon Klimovsky hastig heruntergekurbeltes Filmchen aus der spanischen Massenproduktion. Nur ab und zu reißen einen einige nette Details und die Leistungen von Maskenbildner Miguel Sese aus tiefem Schlaf“